# Pentactulalarve
De pentactulalarve is het laatste ontwikkelingsstadium van de larven van zeekomkommers (Holothuroidea). Deze larven lijken niet meer op eerdere ontwikkelingsstadia die voornamelijk uit een kalkskelet bestaan. Ze gaan actief op zoek naar voedsel in plaats van voedseldeeltjes het water te filteren.
Het is het eerste larvestadium waarbij de tentakels zichtbaar zijn. De larve kan niet meer zwemmen maar nestelt zich op de bodem. In de eerste twee larvale stadia, respectievelijk het auriculariastadium en het doliolariastadium genoemd, zijn de larven vaak wel vrijzwemmend.